# Hans-Karl von Unger
Pour les articles homonymes, voir Unger.
Hans-Karl von Unger (né le 5 décembre 1930 à Wunstorf et mort le 17 avril 2021) est un homme politique allemand (CDU).

## Biographie
Après avoir obtenu son diplôme d'études secondaires en 1951, von Unger étudie le génie mécanique général à l'Université technique de Hanovre de 1951 à 1957. De 1957, il est salarié du groupe Krupp, de 1980 à 1992 directeur général d'une filiale. En 1992, il devient consultant en management indépendant.
De 1965 à 1969, von Unger, qui est membre de la CDU depuis 1963, est conseiller municipal à Rheinhausen, de 1979 à 1990 conseiller municipal de Duisbourg . De 1980 à 1995, il est membre du Landtag de Rhénanie-du-Nord-Westphalie durant les neuvième, dixième et onzième législatures. Il est élu au Landtag via la liste d'État de son parti.